# Limoges-Carnot (tổng)
Tổng Limoges-Carnot là một tổng của Pháp tọa lạc tại tỉnh Haute-Vienne trong vùng Nouvelle-Aquitaine của Pháp.

## Hành chính
| Giai đoạn | Ủy viên          | Đảng | Tư cách |
| --------- | ---------------- | ---- | ------- |
| 1998-2004 | Jacques Rousseau | DVG  |         |
| 2004-2011 | Jacques Rousseau | DVG  |         |

## Phân chia đơn vị hành chính
| Xã      | Dân số      | Mã bưu chính | Mã insee |
| ------- | ----------- | ------------ | -------- |
| Limoges | 133 968 (1) | 87280        | 87085    |

(1) một phần của xã.